# ولسوالی خوشی
خوشی یکی از ولسوالیهای ولایت لوگر در خاور افغانستان است. جمعیت آن در سال ٢٠٢٠ میلادی، ٢٧٬٢٣٦ نفر اعلام شده است.

## منبع‌ها
1. ↑  «برآورد نفوس کشور:١٣٩٩» (PDF). اداراه احصائیه مرکزی افغانستان. ٢٨ می ٢٠٢٠. بایگانی‌شده از اصلی (PDF) در ۳ ژوئیه ۲۰۲۰. دریافت‌شده در ٢٨ می ٢٠٢١.
2. ↑   «جمعیت‌شناسی و جمعیت ولایت لوگر» (PDF). هیئت معاونیت ملل متحد در افغانستان. وزارت احیا و انکشاف دهات افغانستان. دریافت‌شده در ۱۶-۱۲-۱۳۹۰. تاریخ وارد شده در |تاریخ بازدید= را بررسی کنید (کمک)